# Catherine Likhuta
Catherine Likhuta (Oekraïens: Катерина Ліхута, Kateryna Lichoeta) (Kiev, 28 mei 1981) is een Oekraïens componiste en jazz-pianiste.

## Levensloop
Likhuta studeerde aan de Statelijke muziek-hogeschool Reinhold Glière (Oekraïens: Київське державне вище музичне училище ім.Р.М.Глієра) in Kiev en behaalde aldaar haar Bachelor of Music als uitvoerend jazzpianiste. Vervolgens studeerde zij aan de Nationale Muziek-Academie van Oekraïne - P. I. Tsjaikovski (Oekraïens: Національна музична академія України імені Петра Чайковського) eveneens in Kiev. 
In 2005 vertrok zij naar de Verenigde Staten. Van 2005 tot 2009 woonde zij in Ithaca en werkte aldaar met de componisten Dana Wilson en Steven Stucky. Later vertrok zij naar Chicago en werkte als freelance componiste. In 2012 vertrok zij naar Brisbane. Daar is zij als pianiste en componiste werkzaam.
Als componiste schreef zij werken voor orkest, harmonieorkest, vocale en kamermuziek en voor piano. 

## Composities

### Werken voor orkest
- 2005 Concert, voor piano en orkest

### Werken voor harmonieorkest
- 2008 Out Loud, concert voor piano en harmonieorkest

### Kamermuziek
- 2003 Sonate, voor viool en piano
- 2007 Motions, voor klarinet en piano
- 2009 Smuggling Methods, concertino voor viool, contrabas, piano, marimba, bongo's en djembé
- 2009 Me Disagrees, voor dwarsfluit, basklarinet en slagwerk (ook in een versie voor dwarsfluit, altsaxofoon en piano)
- 2011 Out of the Woods?, toccata voor hoorntrio
- 2011 Let the Darkness Out, sonate voor altsaxofoon en piano
- 2012 Snapshots, voor hoorn en piano
- 2013 It Comes and Goes, voor koperkwintet

### Werken voor piano
- 2001 Rondo
- 2009 Insolent Shadow

### Werken voor slagwerk
- 2007 Rondo, voor marimba
- 2010 Under the Blue, prelude voor marimba solo
- 2010 Toccata for solo marimba